# 鐵紅刺尻魚
鐵紅刺尻魚，又稱銹色棘蝶魚、紅奇刺尻魚、绣红刺尻鱼，俗名紅新娘，為輻鰭魚綱鱸形目鱸亞目蓋刺魚科的其中一個種。

## 分布
本魚分布於西太平洋區，包括日本南部、台灣、菲律賓、帛琉等海域。

## 深度
水深0至30公尺。

## 特徵
本魚體橢圓形；背部輪廓略突出，頭背於眼上方略凹。吻鈍而小。眶前骨游離，下緣凸出，後方具棘；前鰓蓋骨具鋸齒，具一長強棘；間鰓蓋骨短圓。上下頜相等，齒細長而稍內彎。體被稍大櫛鱗，軀幹前背部具副鱗。尾鰭黑色或暗色；身體橘色，背鰭較黑，腹部較淡；在體側有許多不規則的黑色斑點，在體後方者較小，這些斑點排列如網狀或橫列狀，前上方者較大。背鰭、臀鰭黑色有藍緣；而臀鰭基部、胸鰭及腹鰭則為橘色。背鰭硬棘13至15枚，軟條16至17枚；臀鰭硬棘3枚，軟條16至18枚；背鰭與臀鰭軟條部後端尖形；腹鰭尖形，第一棘幾達臀鰭；尾鰭截形。體長可達15公分。

## 生態
本魚棲息在岩礁或珊瑚礁區，屬雜食性，以藻類、珊瑚蟲及附著生物為食。行雌性先成熟的性轉變行為。

## 經濟利用
體色鮮艷，為美麗的觀賞魚，很少人食用。